# Dmytro Yesin
Dmytro Yesin, né le 15 avril 1980 à Chakhtarsk (Ukraine), est un footballeur ukrainien qui évolue au poste de milieu de terrain.

## Palmarès
- Vainqueur de la Coupe d'Ukraine en 2009 avec le Vorskla Poltava
- Finaliste de la Supercoupe d'Ukraine en 2009 avec le Vorskla Poltava